# Antonio de Guevara, II conte di Potenza
Antonio de Guevara (1454 – 14 settembre 1513) è stato un politico e diplomatico spagnolo.

## Biografia
Antonio era il figlio secondogenito di Innico de Guevara e della sua consorte Covella Sanseverino. Dal lato paterno discendeva da un ramo della famiglia spagnola dei Guevara. Il nonno paterno era infatti Pedro Vélez de Guevara, signore di Guevara e Oñate. Un figlio di quest'ultimo, Innico (nato dal secondo matrimonio di Pedro Vélez con Costanza de Tovar), era giunto in Italia al seguito di Alfonso V d'Aragona, distinguendosi nelle operazioni di conquista del regno di Napoli da parte della corona aragonese. 
Antonio era imparentato con i Sanseverino attraverso il nonno materno Ruggero Sanseverino, conte di Tricarico e Chiaromonte nonché con i Ruffo tramite la nonna materna Covella, figlia del conte di Montalto Antonio Ruffo.
Alla morte del padre Innico (avvenuta durante la battaglia di Troia il 18 agosto 1462), Antonio, come riconoscimento della fedeltà dimostrata dal padre nei confronti del sovrano, venne confermato nel 1471 da Ferdinando I di Napoli quale secondo conte di Potenza, titolo che era stato già stato concesso al padre. Antonio rimase fedele alla corona allorquando si manifestò la congiura dei baroni. Per tale ragione a differenza del fratello maggiore Pietro non venne privato dei propri possedimenti. Antonio cercò inutilmente di rivendicare i feudi già appartenuti al fratello ricaduti nel demanio regio per la fellonia di quest'ultimo.
Antonio ricoprì la carica di Gran siniscalco del Regno di Sicilia e di Napoli, della quale erano già stati titolari il fratello e il padre. Nel 1491 fu designato quale ambasciatore di Ferdinando I presso la corte del re di Castiglia. Nel 1496 fu Capitano della sola città di Napoli con le prerogative di Viceré. Anche il successore di Ferdinando I, ovvero Federico I di Napoli ebbe stima per Antonio, nominandolo quale precettore del figlio Ferdinando, Duca di Calabria.

Nel 1500 Antonio acquisì il feudo di Apice, che era stato devoluto al Fisco a causa della morte senza eredi del suo precedente titolare, il capitano Juan Cervillon (noto in italiano come Giovanni di Cerviglione), per 11000 ducati, ottenendo anche il titolo di conte su tale possedimento.
Nel 1509 Antonio venne designato quale luogotenente generale del viceré di Napoli, nel periodo di transizione intercorso tra la partenza di Juan de Aragón e l'arrivo del suo successore Raimondo Folch de Cardona.
Antonio morì il 14 settembre del 1513. Altre fonti riportano quale anno di morte il 1514.

### Matrimonio e discendenza
Antonio sposò tra il 1478 ed il 1480 Laura Caetani d'Aragona, figlia di Baldassarre, conte di Traetto e della sua consorte Antonella Caracciolo. Dal matrimonio nacquero i seguenti figli:
- Giovanni, III conte di Potenza
- Francesco, monaco benedettino
- Innico, conte di Apice
- Caterina, sposatasi con Pietro Caracciolo, Signore di Fiumara di Muro